# Marc Rizzo
Pour les articles homonymes, voir Rizzo.
Marc Rizzo (né le 2 août 1977 à Carlstadt dans le New Jersey aux États-Unis) est un guitariste soliste.
Formé à la guitare durant sa jeunesse, Marc rencontre durant ses jeunes années Christian Machado et Dave Chavarri avec qui ils formeront le groupe Ill Niño. Le premier album "Revolution/Revolucion" remporte un vif succès mais en 2003, il annonce son départ pour cause de différent artistique.
Rapidement, il forme avec Roger Vasquez (ex-percussionniste d'Ill Niño) un nouveau groupe aux airs de latin-metal : Core-Tez . Si l'une des chansons est choisi pour la bande originale de Massacre à la tronçonneuse, Marc quitte rapidement le projet pour répondre aux faveurs de Max Cavalera qui cherche à l'enrôler pour son groupe Soulfly avec lequel il participera à de multiples albums : "Prophecy", "Dark Ages", "Conquer", "Omen", "Enslaved", "Savages", "Archangel" et "Ritual".
Il a également enregistré quatre albums solo instrumentaux : "Colossal Myopia", "The Ultimate Devotion", "Legionnaire" et "Rotation".
Marc Rizzo est également membre de Cavalera Conspiracy, le projet secondaire des cofondateurs de Sepultura, Max et Igor Cavalera qui a sorti quatre albums, "Inflikted" (2008), "Blunt Force Trauma" (2011), "Pandemonium" (2014) et "Psychosis" (2017).
Le 7 août 2021, Soulfly annonce avoir licencié Marc Rizzo "pour des raisons personnelles". Rizzo réagit quelques jours plus tard : "Je n’ai pas reçu le moindre appel d’un membre de Soulfly pendant la pandémie. Ça m’a ouvert les yeux sur ce que je devais faire de mon avenir." Il annonce se concentrer sur un nouveau projet solo.
En octobre 2021, le guitariste annonce son retour au sein du groupe Ill Niño qui depuis 2019 à considérablement changé de line-up .